# Recoleta (Buenos Aires)
Recoleta es un barrio residencial céntrico de la Ciudad Autónoma de Buenos Aires, Argentina, que integra la totalidad de la Comuna 2. 
Es una zona de interés histórico y arquitectónico, conocida como la «París argentina» por su similitud con la capital francesa. Destaca por el histórico Cementerio de la Recoleta y el Centro Cultural Recoleta, importantes atractivos turísticos y culturales. Es un barrio tradicionalmente acomodado, con inmuebles entre los más caros de la ciudad. Las líneas D y H del subte atraviesan la zona, junto con las futuras líneas F y G.

## Historia
Su nombre proviene del Convento de los Padres Recoletos, originarios de Francia, miembros de la Orden Franciscana que se estableció en la zona a comienzos del siglo XVIII, fundando un convento y una iglesia dedicada a Nuestra Señora del Pilar y adjunto a este el cementerio. El paseo de la Recoleta es casi el centro geográfico del barrio, y uno de sus puntos más altos, por lo que a fines del siglo XIX el lugar atrajo a las familias pudientes del sur de la ciudad, que escapaban de la epidemia de fiebre amarilla. Desde entonces es uno de los barrios más elegantes y caros de Buenos Aires, alojando mansiones familiares, embajadas y hoteles de lujo.

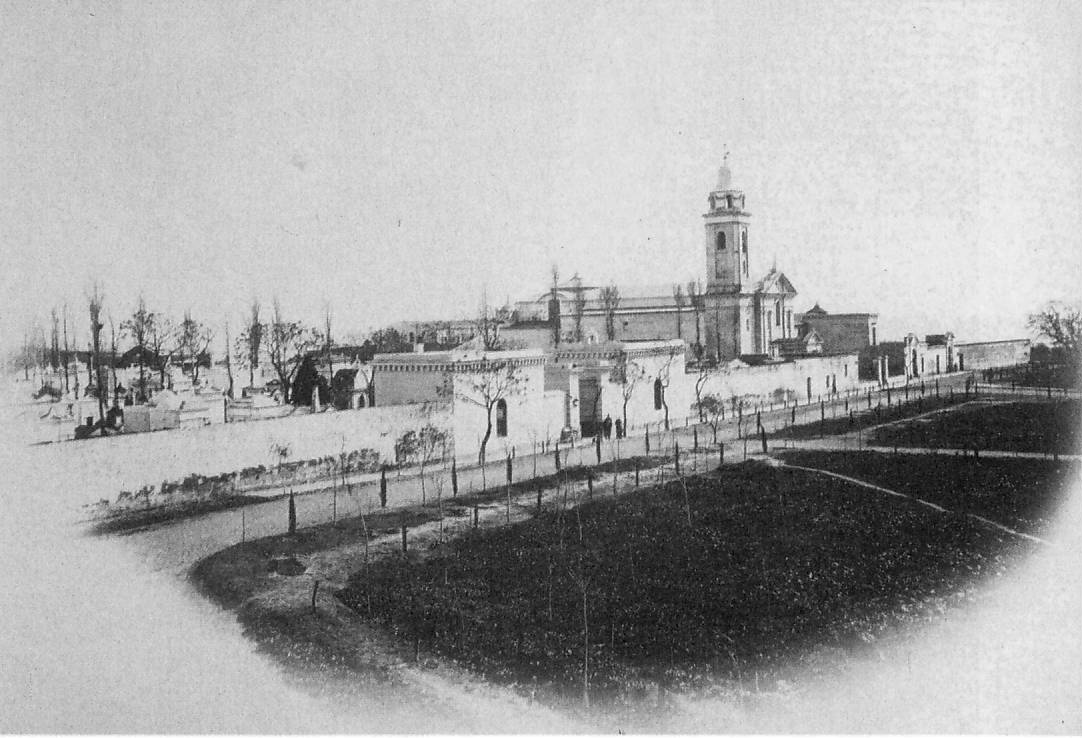
Plazoleta de la Recoleta en 1867. En la imagen puede verse el Cementerio y la Basílica Nuestra Señora del Pilar.

El núcleo histórico de este barrio fue la iglesia parroquial del Pilar, cuya edificación fue concluida en 1732; por ese motivo el barrio recibía a veces el nombre de El Pilar. La iglesia estaba situada originalmente al borde de las barrancas que caían al Río de la Plata y al arroyo Manso. El arroyo, también llamado Tercero del Norte; hoy está entubado y discurre por debajo de la actual avenida Pueyrredón. Formaba una especie de delta, con brazos por las actuales calles Austria y Tagle, que desembocaban finalmente en el Río de la Plata.
Cuando Buenos Aires sufrió la gran epidemia de fiebre amarilla en la década de 1870, la población se desconcentró para evitar el contagio. Fue por ello por lo que, mientras las clases populares se instalaron en el sursureste de la ciudad, las clases altas lo hicieron en la Recoleta, donde la altura del terreno disminuía la presencia de insectos transmisores de la enfermedad.
Estas familias, consideradas de alcurnia, por descender de personajes destacados durante el período independentista, construyeron en el barrio mansiones y grandes edificios de estilo francés (muchos de ellos demolidos hacia fines de los años 1950 e inicios de la década de 1960). Por ello, se ha aludido a Buenos Aires como la París de América. Hoy en día, algunas de estas edificaciones tradicionales coexisten con elegantes construcciones más modernas.
Junto con algunos sectores de los barrios vecinos de Retiro y Palermo, Recoleta forma parte de la zona conocida como Barrio Norte, tradicional lugar de vivienda de los sectores más adinerados de la sociedad donde se concentra buena parte de la vida cultural de la ciudad.

## Ubicación geográfica
El barrio de Recoleta está comprendido por las calles Acceso Wilson, Ramón Castillo, prolongación virtual de Juan Biblioni, Juan Facundo Quiroga, Montevideo, Uruguay, Av. Córdoba, Mario Bravo, su continuación Coronel Díaz, Av. Las Heras, Tagle, Vías del F.G.B.M y Jerónimo Salguero y por el Río de la Plata.
Limita con los barrios de Retiro al este, San Nicolás, Balvanera y Almagro al sur, y Palermo al noroeste, y con el Río de la Plata al noreste.
El 12 de octubre es el Día del Barrio de Recoleta, según la ley 726 de la Legislatura de la Ciudad Autónoma de Buenos Aires.

## Demografía
Según el censo de 2010, cuenta con una población total de 157 932 habitantes, distribuidos en una superficie de 5,9 km², de la cual 68 042 son hombres, el 43,1 % y 89 890 son mujeres, las que representan el 56,9 %, siendo el lugar con la proporción más alta de mujeres del país. El censo de 2001 registraba 191 122 habitantes, lo que representa una pérdida de población del 17,4 %.Esto se infiere de que es un barrio con una población envejecida: los habitantes de 65 años o más representan al 20,52 % de la población.
| Población Histórica de la COMUNA 2 (Recoleta) de la Ciudad Autónoma de Buenos Aires | Población Histórica de la COMUNA 2 (Recoleta) de la Ciudad Autónoma de Buenos Aires | Población Histórica de la COMUNA 2 (Recoleta) de la Ciudad Autónoma de Buenos Aires | Población Histórica de la COMUNA 2 (Recoleta) de la Ciudad Autónoma de Buenos Aires |
| Año                                                                                 | Habitantes                                                                          | Censo de Población                                                                  | Ref.                                                                                |
| ----------------------------------------------------------------------------------- | ----------------------------------------------------------------------------------- | ----------------------------------------------------------------------------------- | ----------------------------------------------------------------------------------- |
| 1970                                                                                | 209 558                                                                             | Censo argentino de 1970                                                             | [ 8 ]                                                                               |
| 1980                                                                                | 202 840                                                                             | Censo argentino de 1980                                                             | [ 8 ]                                                                               |
| 1991                                                                                | 198 647                                                                             | Censo argentino de 1991                                                             | [ 9 ]                                                                               |
| 2001                                                                                | 165 494                                                                             | Censo argentino de 2001                                                             | [ 9 ]                                                                               |
| 2010                                                                                | 157 932                                                                             | Censo argentino de 2010                                                             | [ 9 ]                                                                               |
| 2022                                                                                | 158 368                                                                             | Censo argentino de 2022                                                             | [ 3 ]                                                                               |

## Cultura
El barrio de la Recoleta se destaca por sus grandes espacios culturales. Además de los monumentos históricos, alberga el Museo Nacional de Bellas Artes, la Biblioteca Nacional, el Centro Cultural Recoleta y otros pabellones de exposiciones.

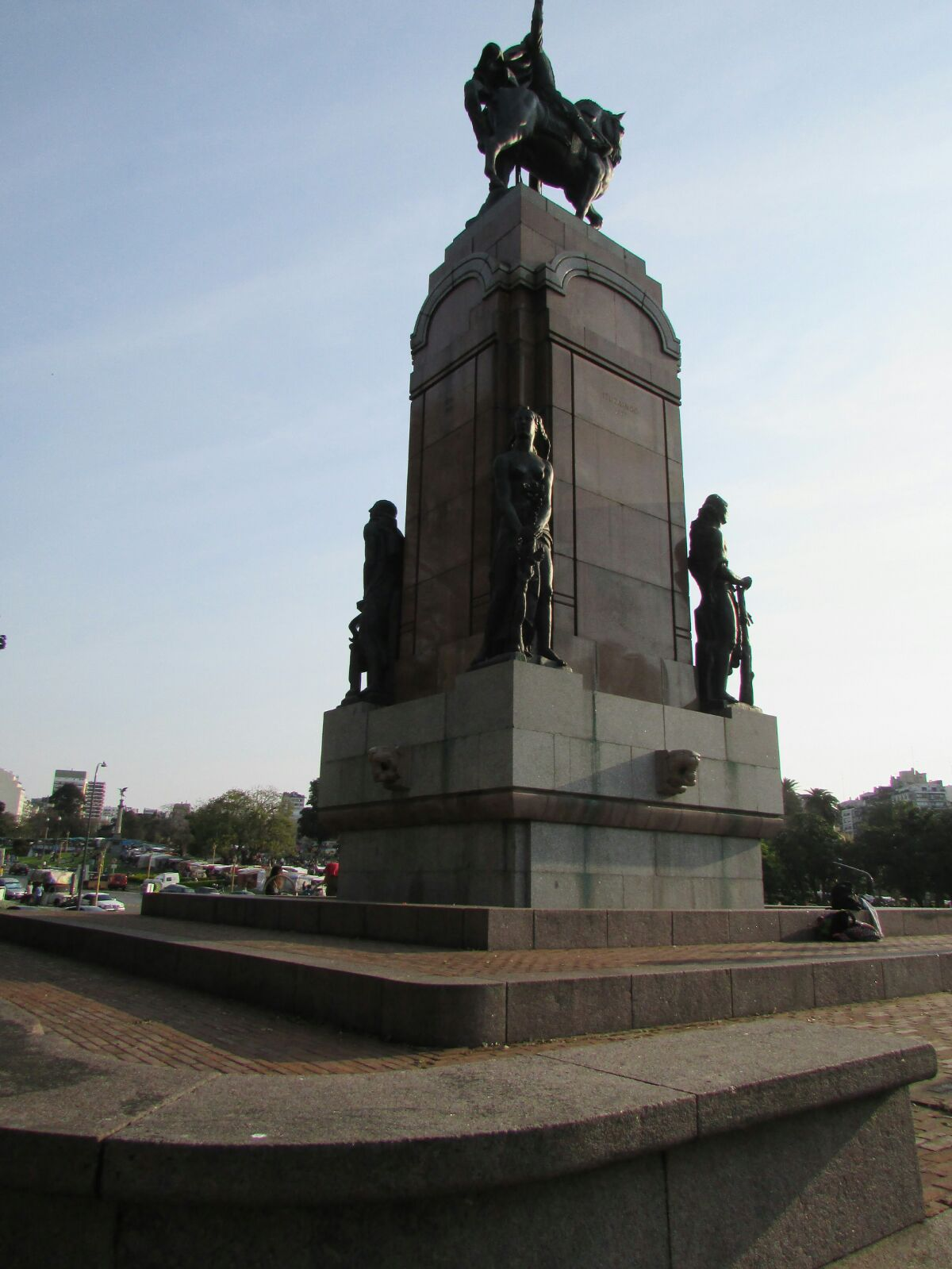
Mauri Victoria

### Cementerio de la Recoleta

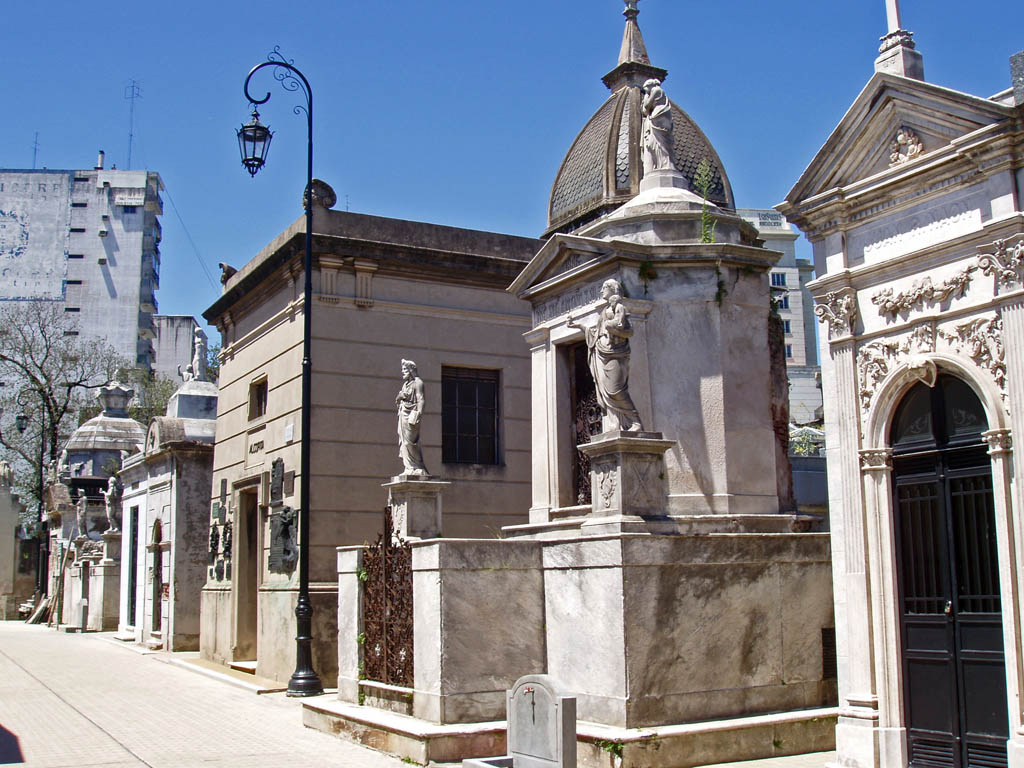
Cementerio de la Recoleta.

El cementerio de la Recoleta es una de las principales atracciones turísticas del barrio. Fue diseñado por el francés Prosper Catelin, por iniciativa del presidente Bernardino Rivadavia, e inaugurado en 1822.
Se encuentra al lado del antiguo convento de los padres recoletos. Es una extraordinaria muestra de arquitectura funeraria del siglo XIX y comienzos del XX, con panteones familiares y bóvedas de la burguesía y los antiguos estancieros. En él se encuentran los restos de numerosos protagonistas de la historia argentina, entre ellos Eva Perón a cuya tumba peregrinan a diario turistas, vecinos y militantes de corrientes del llamado peronismo, el ilustre Ovidio Rebaudi químico, escritor, investigador, profesor y científico, personaje multifacético de la cultura porteña.
Se encuentran también las tumbas de los presidentes de la nación Nicolás Avellaneda, Bartolomé Mitre, Manuel Quintana, Domingo Faustino Sarmiento, Carlos Pellegrini, Hipólito Yrigoyen, Arturo Umberto Illia y Raúl Alfonsín y del dictador Pedro Eugenio Aramburu.
Hoy en día el cementerio es el lugar con más densidad de esculturas del mundo.

### Museos y centros culturales
Junto al cementerio se encontraba el antiguo asilo para ancianos General Juan José Viamonte, administrado en su momento por los monjes recoletos. Cuando dejó de funcionar fue adquirido por la municipalidad y convertido en el Centro Cultural Recoleta, una de las salas de exposiciones de artes plásticas más importantes de la ciudad. A unos 200 metros, luego de cruzar la elegante avenida del Libertador, está el Museo Nacional de Bellas Artes (MNBA), que en su exposición permanente posee obras de arte invaluables. Al este, por la calle Posadas, se encuentra el Palais de Glace, que a principios del siglo XX era una pista de patinaje sobre hielo, convertida luego en un gran centro de exposiciones multimedia. Detrás del parques Carlos Thays, se halla emplazado el Centro Municipal de Exposiciones que alberga exposiciones y eventos culturales de todo tipo.

### Escuelas, colegios, facultades y bibliotecas

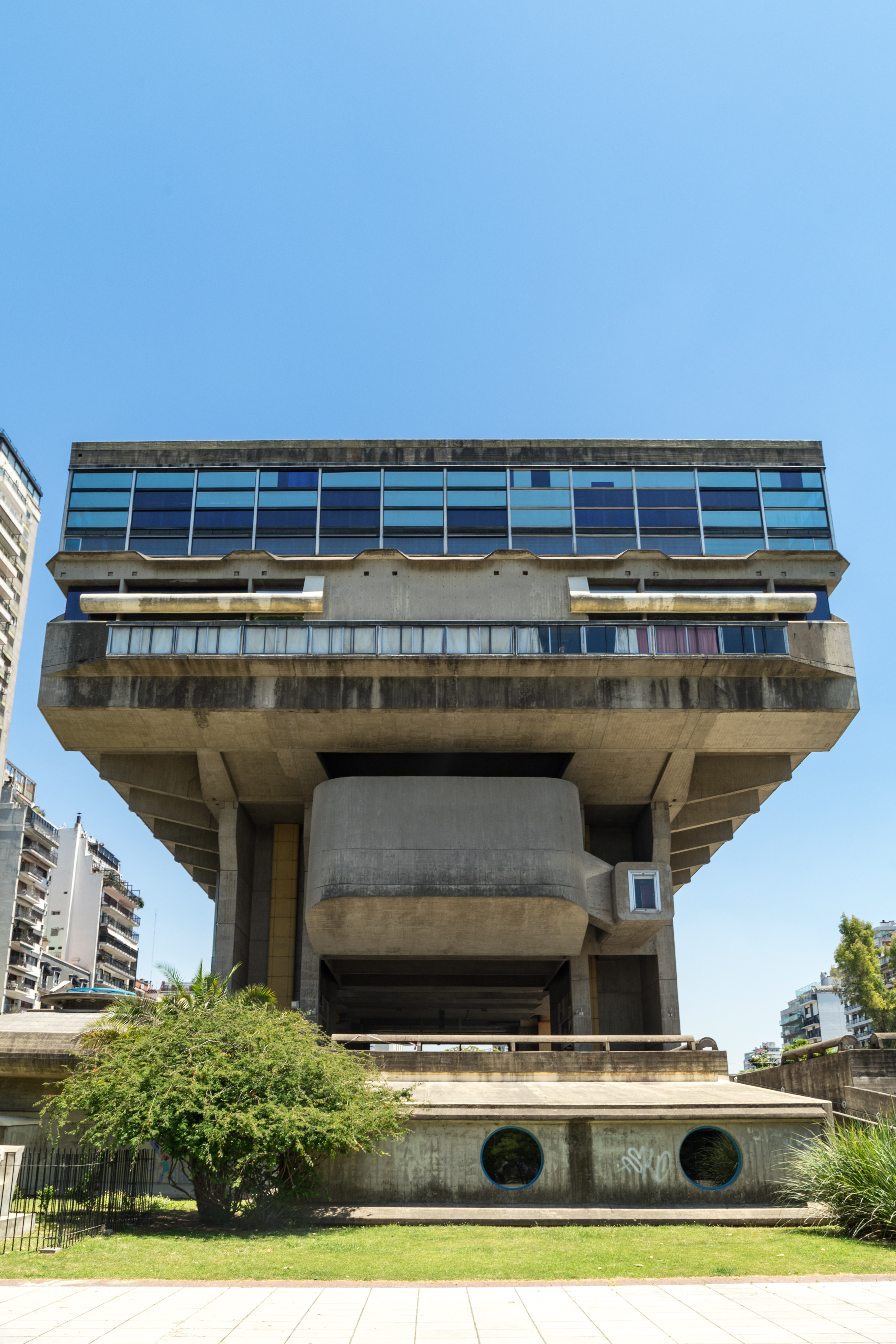
Biblioteca Nacional, inaugurada en 1992.

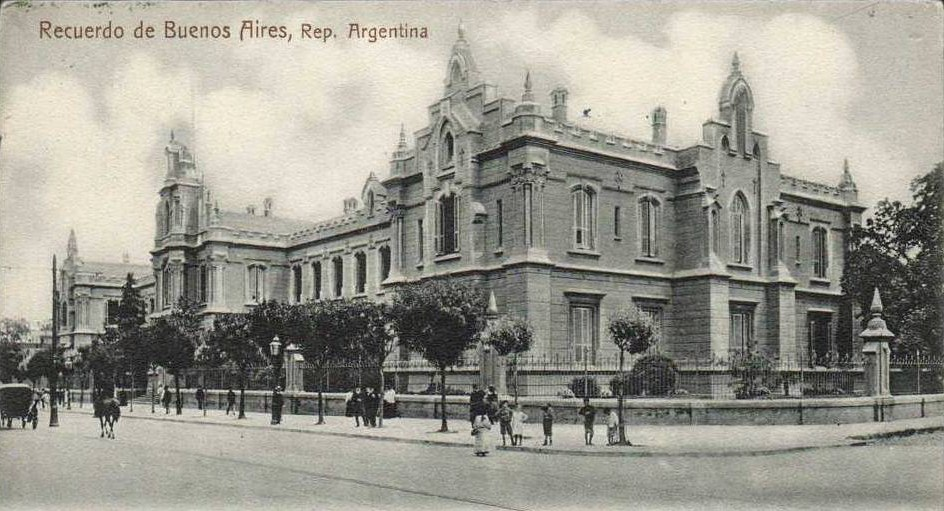
Escuela Normal 1, en Av. Córdoba 1951.

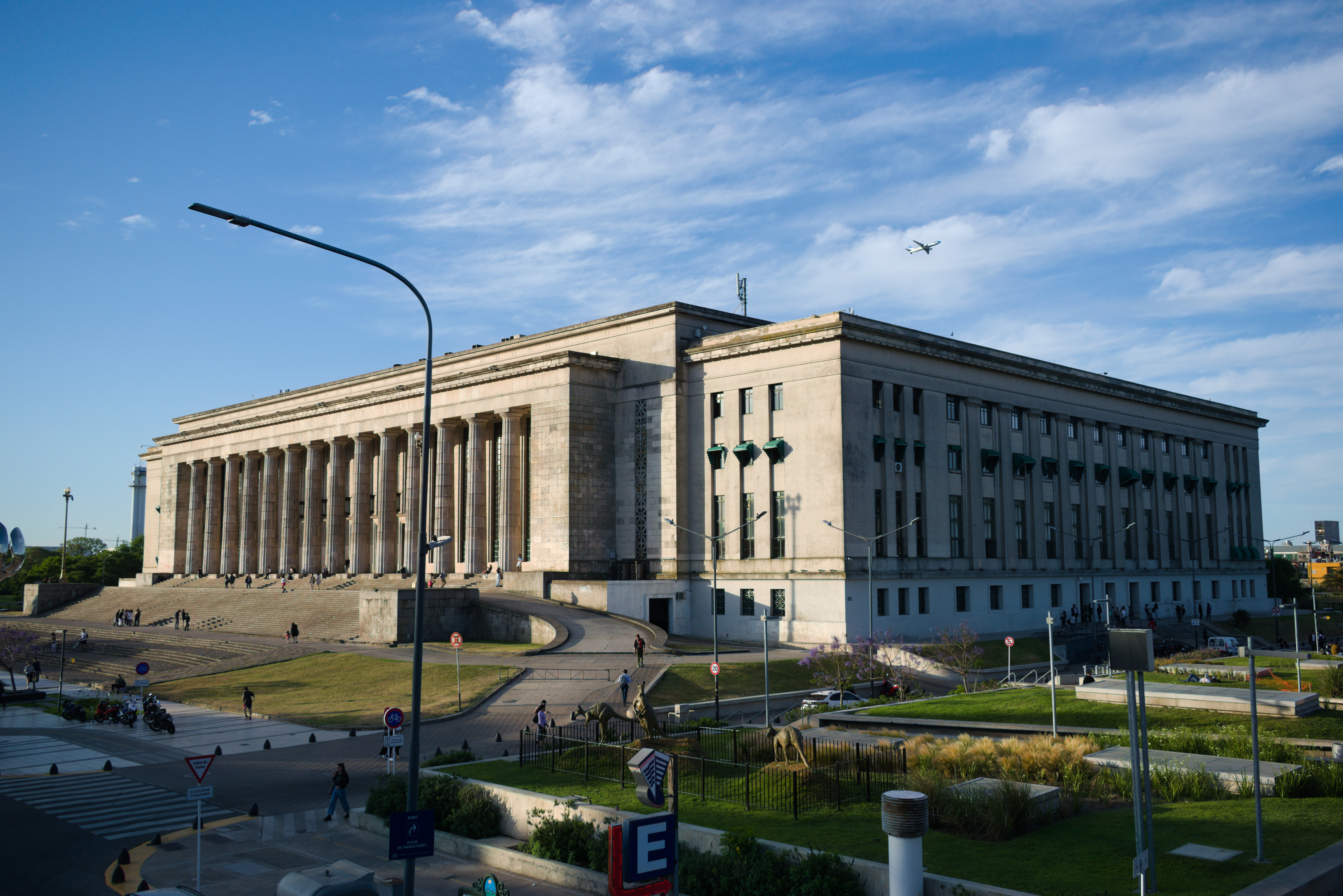
La Facultad de Derecho de la Universidad de Buenos Aires.

En el barrio de la Recoleta se encuentran también varios de los colegios más antiguos y prestigiosos de la capital. Entre ellos se destacan la Escuela Superior de Comercio Carlos Pellegrini, la Escuela Argentina Modelo
, la Scuola Edmundo de Amicis, el colegio San Agustín, el Colegio Mallinckrodt, y el Normal 1, cuya parte más antigua fue declarada Monumento Nacional. En cuanto a los colegios públicos, se destaca el Liceo N.º 1 D.E. 2 José Figueroa Alcorta, lugar donde egresó la famosa actriz argentina, Nini Marshall
También se encuentran cinco facultades: Ciencias Sociales, Derecho, Medicina, Odontología y Farmacia y Bioquímica, todas pertenecientes a la estatal Universidad de Buenos Aires. Además, sobre la avenida Las Heras, existe un edificio de estilo neogótico, que fue antiguamente la Facultad de Derecho de la UBA, aunque hoy sólo funciona como un edificio anexo de Ingeniería.
Una construcción de estilo brutalista, sita en Agüero entre avenida Del Libertador y Las Heras, aloja la nueva Biblioteca Nacional. El edificio quedó terminado en 1993, luego de 20 años de construcción. Cuenta con más de cuatro millones de libros, incluyendo 20 incunables, entre los que se destaca un ejemplar de La divina comedia.

### Recoleta y el tango
Apenas tapado el arroyo de Manso, quedaron unos lagunejos a la vista, estos sirvieron para exornar el jardín de un "cabaret" costoso: el Pabellón de las Rosas, el edificio -como el Café de Hansen en Palermo- mantenía toda el "aura" de la Belle Époque a pesar de estar aún próximo al tiempo de los caños en los cuales pernoctaban los llamados "atorrantes", al Pabellón de las Rosas en Libertador y Tagle le sucedió el aún más renombrado Armenonville, "peringundín" de lujo en el cual supo lucirse Carlos Gardel, en esos sitios se producían entreveros -muchas veces sangrientos- entre "malevos", "compadritos" y "jailaifes" (o "niños-bien"), cuando a mediados de los 1910 el Palais de Glace dejó de funcionar como pista de patinaje sobre hielo, también fue dedicado al baile, y allí es donde el tango -tras muchas peripecias- pasó a ser aceptado por la llamada "alta sociedad" argentina (previamente lo fue en París).
Varias de las letras de los tangos, el género musical nacido en la ciudad, reflejan vivencias de este barrio. Una de ellas, de Horacio Ferrer, musicalizada por Astor Piazzolla, es la célebre "Balada para un loco", que cita dos de las calles del barrio: la avenida Callao y la calle Arenales: "Ya sé que estoy piantao, piantao, piantao... / No ves que va la luna rodando por Callao / que un corso de astronautas y niños, con un vals, / me baila alrededor... ¡Bailá! ¡Vení! ¡Volá!".

## Estatuas
El barrio cuenta con numerosas estatuas y esculturas al aire libre en parques y plazas. Se ha afirmado, exageradamente, que "Recoleta es el barrio que más estatuas tiene en todo el mundo". Entre las estatuas pueden destacarse El último centauro, El Arquero y la estatua ecuestre dedicada a Carlos María de Alvear, obras del escultor Antoine Bourdelle, la Floralis Genérica (de Eduardo Catalano), y el Torso Masculino Desnudo de Fernando Botero también la de Guy Williams. Por decreto-ley 1255 de 1955 el gobierno argentino dispuso la construcción de un monumento a José Gervasio Artigas en Buenos Aires situado en la Plaza República Oriental del Uruguay, el monumento fue construido por el escultor José Luis Zorrilla de San Martín y por el arquitecto Alejandro Bustillo, siendo inaugurado en abril de 1973. En el cementerio se encuentran muchas valiosas obras de arte opacadas por el contexto funerario, sin embargo es de resaltar la escultura llamada Cristo Muerto de Giulio Monteverde, mientras que en la inmediata basílica del Pilar se pueden apreciar muestras del arte colonial y -en especial- una bella escultura monóxila que representa a un apóstol, obra del gran escultor español Alonso Cano.

## Arquitectura

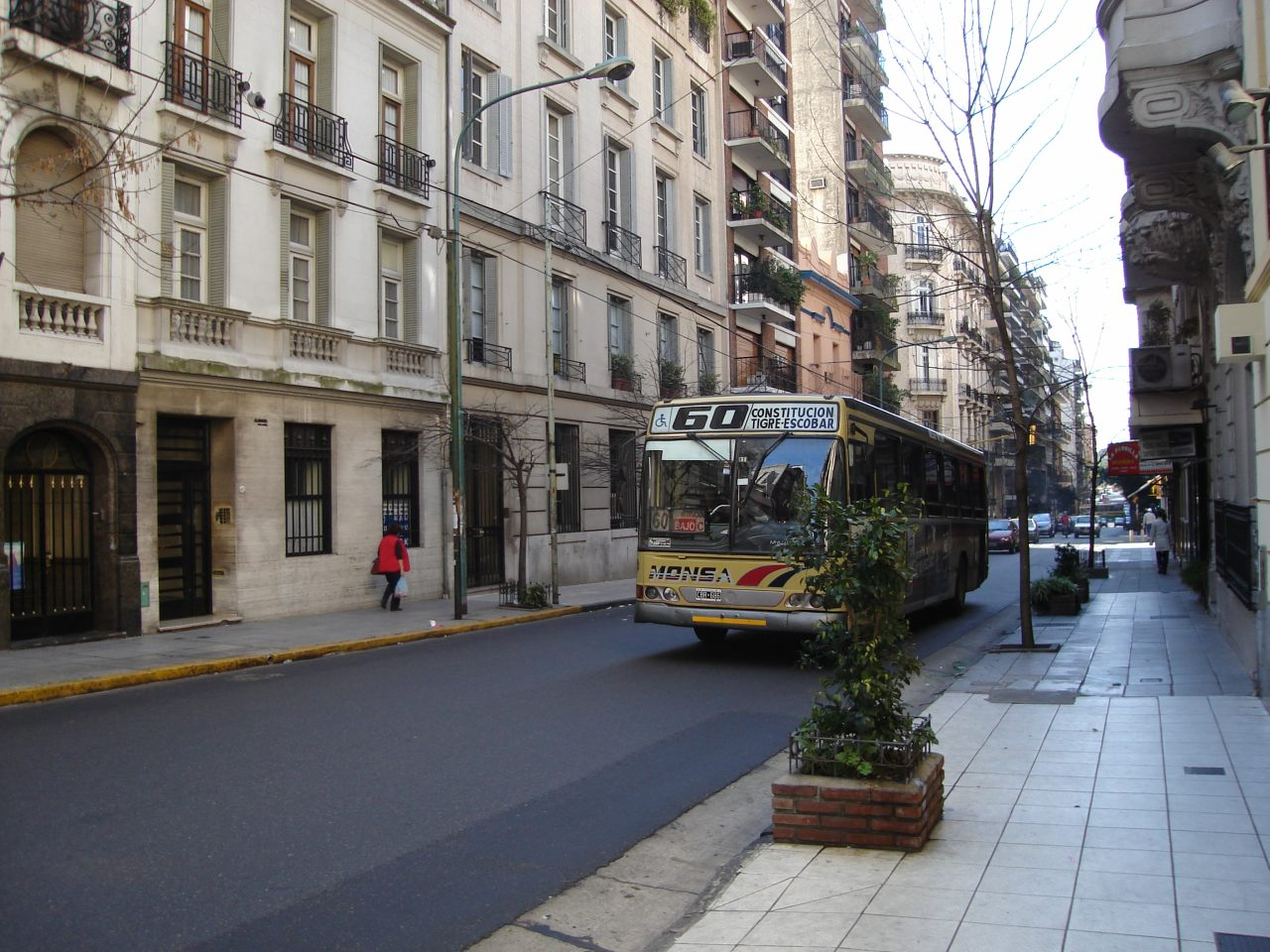
La calle Junín, en el centro de Recoleta.

Desde fines del siglo XIX y hasta inicios de la tercera década de siglo XX en el barrio de Recoleta se construyeron gran cantidad de châteaux (imitando a los del Loira) y petits hôtels de tipo parisino, casi siempre diseñados por arquitectos de origen francés. La mayor parte de los materiales (boiseries, tejas de pizarra, mármoles para las escaleras, broncerías y herrerías, «arañas» con caireles de cristal, tulipas, grandes espejos y ventanales biselados o esmerilados, vitrales, mosaicos, mayólicas, fontanas, etc.) fueron traídos de Europa. Pero, tal cual ocurriera en otros barrios de Buenos Aires, estas edificaciones fueron en su mayoría demolidas desde los años 1960 por motivos inmobiliarios: en el terreno que abarcaba un extraordinario palacete se podían construir más edificios «modernos» del tipo «ph» y otras construcciones «modernas» aunque adocenadas. Actualmente existen varios movimientos de militancia barrial que organizan marchas, tés y otros eventos, para impedir que el desarrollo constructivo de la ciudad dé lugar a nuevas demoliciones.

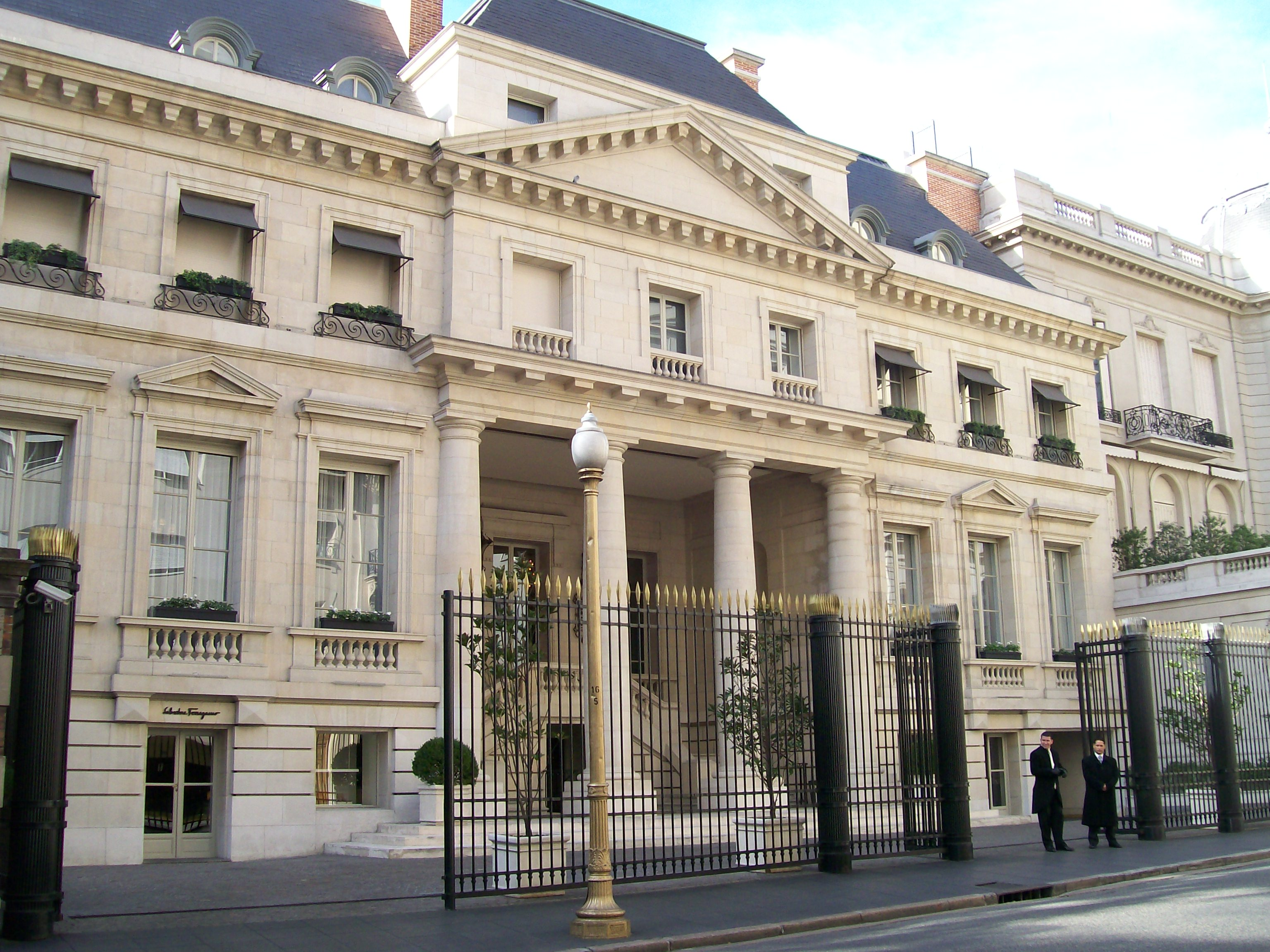
Palacio Duhau.

Pese a ello, Recoleta cuenta aún con una rica arquitectura de estilo francés. En esto se destaca la avenida Alvear, donde se encuentran varias construcciones destacadas: el palacio Duhau (antigua propiedad de la familia Duhau), el palacio Fernández Anchorena (actual Santa Sede de la nunciatura), el Jockey Club, y el tradicional Hotel Alvear. Toda Recoleta cuenta con petit hôtels de este estilo, que contrastan con amplios y modernos departamentos.
Parte de la obra del notable arquitecto Clorindo Testa se halla también en Recoleta. Podemos destacar la Biblioteca Nacional, el Buenos Aires Design y el edificio del nuevo Colegio de Escribanos de Buenos Aires sobre avenida Las Heras.
También, hay una gran cantidad de edificios de renta, de diseño racionalista  sobre las calles interiores del barrio, cuya compacidad y austeridad contrasta con el predominante estilo neoclásico de Recoleta.
Una zona particular de Recoleta la constituye el perímetro comprendido por las calles Agüero, Córdoba, Mario Bravo, Soler, Sánchez de Bustamante y Mansilla. Este conjunto de calles normalmente no se considera como perteneciente al barrio de Recoleta, sino al barrio de Palermo, posiblemente porque presenta una arquitectura de un diseño más reciente que el promedio del resto de la zona, además de una calidad sensiblemente inferior. Esto la hace una de las zonas más económicas de Recoleta, aunque muchos de sus residentes desconocen que ese es el barrio en el que en realidad residen.

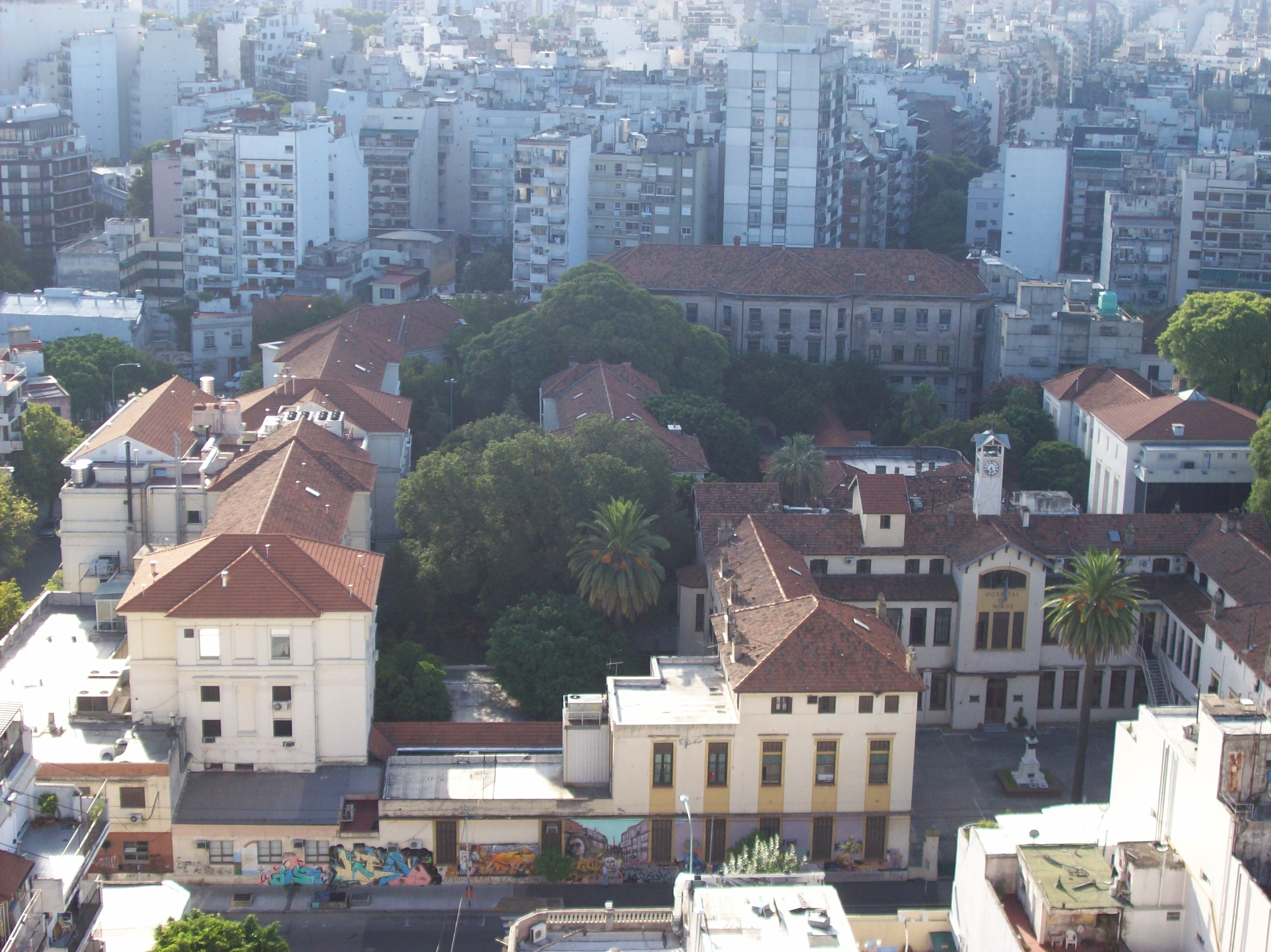
Hospital de Niños Dr. Ricardo Gutiérrez.

La única obra edilicia de carácter histórico que muestra este sector del vecindario (a diferencia de otras zonas) es el Hospital de Niños Dr. Ricardo Gutiérrez, ubicado en la esquina de las calles Paraguay y Gallo. Este nosocomio pediátrico prácticamente no tuvo modificaciones en su estructura y conserva casi el mismo aspecto que presentaba en su inauguración en el año 1875. Por lo demás, el aspecto general de este sector presenta una sucesión de viviendas de mediana calidad, construidas entre los 50 y los 60, que guarda mayor semejanza con los cercanos barrios de Almagro y Balvanera que con los estándares estructurales que caracterizan a la zona que da nombre a este artículo.

## Espacios verdes
Aunque gran parte de la Recoleta está edificada, también hay gran cantidad de plazas y parques. Sobre la Avenida del Libertador y la Avenida Figueroa Alcorta se encuentran el parque República Federativa de Brasil, frente a la Facultad de Derecho de la Universidad de Buenos Aires, la Plaza Rubén Darío, la Plaza República Oriental del Uruguay, la Plaza República de Chile, la verdadera Plaza Francia, la Plaza Intendente Alvear, la Plaza Dante y la Plazoleta Raúl Soldi, conmemorada al pintor gracias a una ardua gestión del vecino ilustre del barrio Miguel Lantermino. La Plaza Vicente López se encuentra en la intersección de las calles Montevideo y Paraná. En los años 1980 existió un parque de diversiones, Italpark, que fue cerrado en 1990. En los terrenos que ocupaba se encuentra actualmente el Parque Thays. Sobre la Avenida Córdoba, límite occidental del barrio, se destacan la Plaza Houssay, poblada de universitarios, artesanos y revendedores de textos académicos y la Plaza Monseñor de Andrea, sita ésta en la intersección de la avenida con calle Jean Jaurés, en una zona del barrio muy distintiva y con tinte más popular, donde los petits-hôtels  y grandes edificios dejan espacio a la casa baja, el almacén y el taller mecánico.

### Plaza Francia

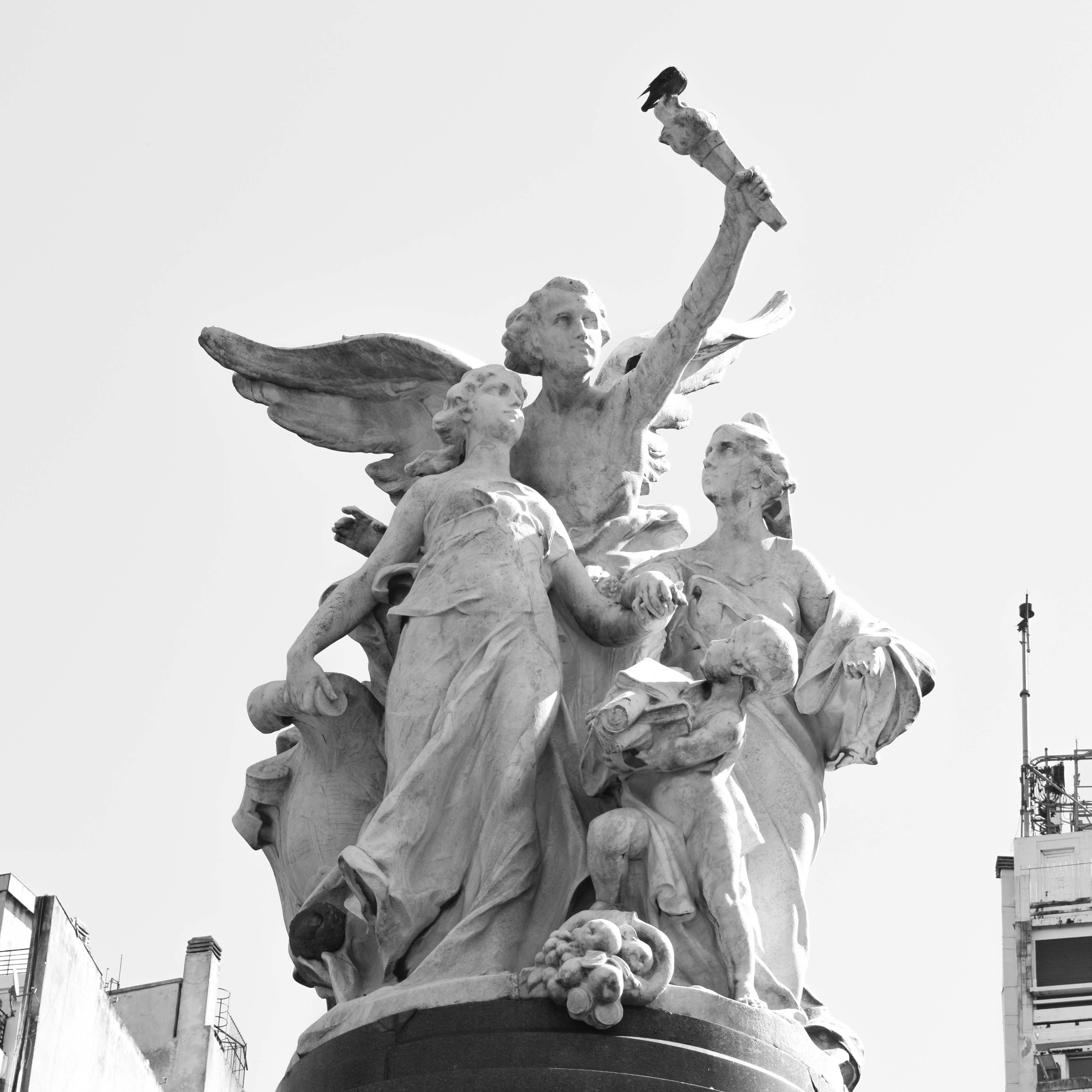
La Unión guía a la Victoria. Escultura ubicada en Plaza Francia.

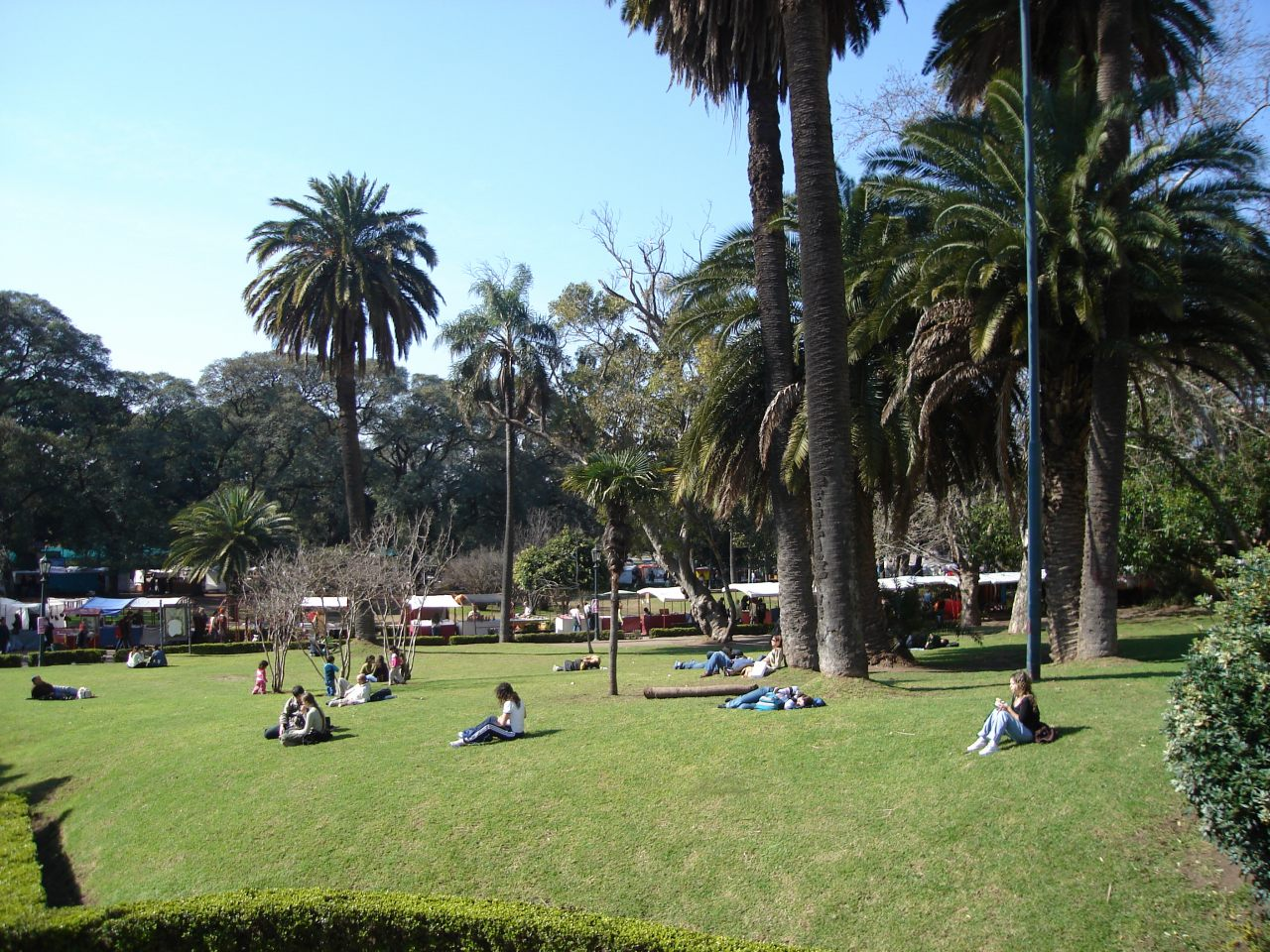
Vista general del sector norte de la plaza Francia.

Frente al cementerio y al centro cultural, se halla la plaza Intendente Alvear, errónea pero comúnmente conocida como plaza Francia. La plaza se hizo famosa en los años 1960 por su feria artesanal, llamada popularmente «feria hippie» por la pertenencia a este movimiento de la mayoría de sus miembros. Con el paso del tiempo la feria se pobló, además de los genuinos artesanos, por revendedores de mercadería y vendedores ambulantes.
En la actualidad, el Gobierno de la ciudad ha reorganizado la feria, recuperando los artesanos cuyo trabajo es original y desafectando a aquellos que no poseían un nivel artístico alto o bien, revendían productos de terceros. Los artesanos, nucleados en la organización Interferias, deben pasar por un proceso de evaluación y registro para ser homologados como tales. Los artesanos ubicados en la parte superior de la plaza Intendente Alvear, lindera con el paseo Chabuca Granda, son regularizados y fiscalizados por la Dirección de Defensa y Protección al Consumidor y su nombre técnico es «manualistas», siendo «artesanos» la denominación específica de los expositores sitos en la parte inferior del predio de la Plaza, dependientes del área de Cultura del gobierno porteño. La parte superior de plaza Intendente Alvear, fue concesionada en forma sucesiva a dos entidades de bien público, Fundación Porteña y Fundación Hospital Argerich; tras estos procesos, los feriantes lograron su autogestión a través de un aval dado por el gobierno de la ciudad. En ambas secciones de la feria, puede encontrarse todo tipo de artesanías y manualidades, muchas de ellas de altísima calidad; vitrofusión, cuero, restauración de libros, manufactura de sandalias y alpargatas, mates tallados, bisutería  étnica, sahumerios, esencias, carteras de autor, velas artísticas, instrumentos musicales de pueblos originarios, fotografía y mucho más. 

## Vecinos destacados, ilustres y famosos de Recoleta
Vecinos destacados del barrio fueron los escritores Adolfo Bioy Casares y Silvina Ocampo, en un apartamento del edificio de Posadas 1650. También Jorge Luis Borges, quien vivió en la avenida Quintana y fue durante varios años director de la Biblioteca Nacional y probablemente la pluma argentina y porteña más destacada del siglo XX. José Ortega y Gasset también vivió en el barrio y en avenida Quintana; asimismo, en la década de 1930 residió, en una suntuosa residencia de la Avenida Alvear, el cardenal Eugenio Pacelli, luego conocido mundialmente como el Papa Pío XII.
En el pasado, en la intersección de calles Agüero y del Libertador, hallábase la residencia presidencial; en ocasión del derrocamiento de Juan Domingo Perón en 1955, la suntuosa vivienda fue demolida hasta sus cimientos; hoy, se reparten el solar el edificio de estilo brutalista que alberga la Biblioteca Nacional, obra del italo-argentino Clorindo Testa y el emplazamiento de la estatua de una esbelta Eva Perón, sobre la vereda de Avenida del Libertador.
Otros vecinos contemporáneos que dan su nota de color al barrio son el cómico Carlos Balá, el músico Charly García, y el modisto ítalo-argentino Gino Bogani. Andrés Calamaro tiene su departamento y estudio de grabación en la calle Junín, en el centro de la Recoleta, mientras que Fito Páez reside enfrente de la plaza San Martín de Tours, a escasos metros del edificio donde vivieron Bioy Casares y Silvina Ocampo.
También vivieron en Recoleta Horacio Ferrer, Lolita Torres, Martín Karadagian, Máxima Zorreguieta y Graciela Alfano, entre otros.

## Comercios y restaurantes

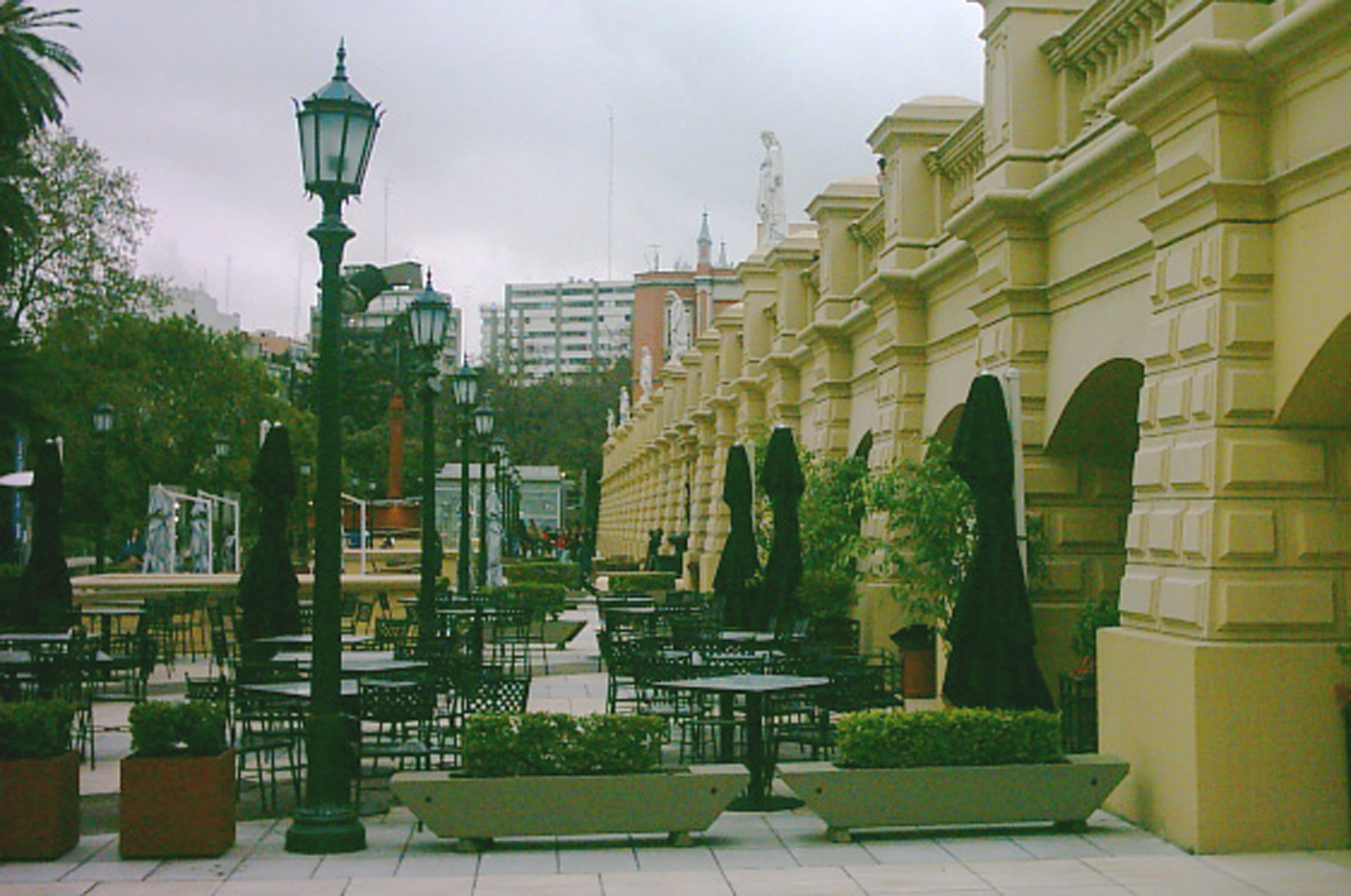
Buenos Aires Design, centro comercial exclusivamente de decoración y diseño. También es un polo gastronómico de renombre, en el cual destaca el Hard Rock Café.

En el barrio se encuentran sucursales de las más importantes casas de moda de Francia e Italia y centros comerciales de alto consumo. Es también un centro gastronómico refinado.
Sus restaurantes, muchos premiados internacionalmente, están en su mayoría ubicados en la peatonal Ortiz. En esa calle, tuvo distintos restaurantes el reconocido chef Gato Dumas. Un clásico del barrio, y ámbito predilecto de la cultura porteña, es el café literario Clásica y Moderna situada en Avenida Callao y Paraguay.

### La Biela
Frente a la plaza Francia se encuentra el café-bar La Biela, que, con su amplia terraza, reunió y reúne a figuras de la política, las artes, el periodismo, la publicidad, el deporte y el meretricio caro. Inicialmente se denominó Aero Bar y en segunda instancia La Veredita. El nombre perdurable de ese café data de la época en que en Argentina estaba de moda el lenguaje del automovilismo —tuerca, en lunfardo— entre los años cincuenta y setenta del siglo XX, en efecto:
Fueron habituales de tal café-bar muchos automovilistas, entre los que se destacan Juan Manuel Fangio, Froilán González y Manuel Gálvez, aunque también supo hacer acto de presencia Adolfo Bioy Casares y Lucas Bonetto quienes allí jugaban memorables partidas de baccarat.

También, quien representara al personaje Zorro en la serie homónima, Guy Williams, supo ser asiduo del bar hasta su fallecimiento, en 1989.

## Junta Comunal

### Composición 2023-2027
| Comuneros | Comuneros | Comuneros                | Alianza | Alianza              |
| --------- | --------- | ------------------------ | ------- | -------------------- |
|           | PRO       | Agustín Federico Fox     |         | Juntos por el Cambio |
|           | PRO       | Romina Adriana Quevedo   |         | Juntos por el Cambio |
|           | PRO       | Bruno Ezequiel Pappacena |         | Juntos por el Cambio |
|           | UCR       | Griselda Zulma Mela      |         | Juntos por el Cambio |
|           | PDP       | Juan Manuel Bensusan     |         | Juntos por el Cambio |
|           | PJ        | Víctor Manuel Moreno     |         | Unión por la Patria  |
|           | LLA       | Eduardo del Piano        |         | La Libertad Avanza   |

### Presidentes de la Junta Comunal
| N.º | Presidente            | Partido | Partido               | Alianza               | Período                                           |
| --- | --------------------- | ------- | --------------------- | --------------------- | ------------------------------------------------- |
| 1   | Facundo Carrillo      |         | Propuesta Republicana | Propuesta Republicana | 10 de diciembre de 2011 - 10 de diciembre de 2015 |
| 2   | Facundo Carrillo      |         | Propuesta Republicana | Unión PRO             | 10 de diciembre de 2015 - 10 de diciembre de 2019 |
| 3   | Ramiro Reyno Grondona |         | Propuesta Republicana | Juntos por el Cambio  | 10 de diciembre de 2019 - 10 de diciembre de 2023 |
| 4   | Agustín Federico Fox  |         | Propuesta Republicana | Juntos por el Cambio  | 10 de diciembre de 2023 - En el cargo             |

## Criminalidad en Recoleta
En un estudio realizado entre 2016 y la mitad de 2017, Recoleta figura como uno de los barrios más seguros de Buenos Aires.